# Chae Jung-an
Đây là một Chae, họ là Jang.
Chae Jung-an (Jang Jung-an sinh ngày 21 tháng 10 năm 1977) là một nữ diễn viên và ca sĩ người Hàn Quốc.

## Đóng phim

### Phim truyền hình
| Năm  | Tên phim                      | Vai                    | Kênh |
| ---- | ----------------------------- | ---------------------- | ---- |
| 1996 | Three Guys and Three Girls    | khách mời              | MBC  |
| 1998 | Panther of Kilimanjaro        |                        | KBS2 |
| 1998 | Crush                         |                        | KBS2 |
| 1998 | Paper Crane                   |                        | KBS2 |
| 2001 | Mina                          | Kim Soo-ryun/Park Mina | KBS2 |
| 2001 | Snowflakes                    | Seo Ji-ho              | KBS2 |
| 2003 | Run                           | Kang Hee-ya            | MBC  |
| 2003 | Over the Green Fields         | Sung Soon-ho           | KBS2 |
| 2004 | Emperor of the Sea            | Lady Chae-ryeong       | KBS2 |
| 2007 | The 1st Shop of Coffee Prince | Han Yoo-joo            | MBC  |
| 2009 | Cain và Abel                  | Kim Seo-yeon           | SBS  |
| 2009 | Hot Blood                     | Kim Jae-hee            | KBS2 |
| 2010 | Queen of Reversals            | Baek Yeo-jin           | MBC  |
| 2013 | When a Man Falls in Love      | Baek Seung-joo         | MBC  |
| 2013 | Drama Special "Your Noir"     | Lee Hyun               | KBS2 |
| 2013 | The Prime Minister and I      | Seo Hye-joo            | KBS2 |
| 2014 | A New Leaf                    | Yoo Jung-seon          | MBC  |
| 2015 | Yong-pal                      | Lee Chae-young         | SBS  |
| 2016 | Entertainer                   | Mi-joo                 | SBS  |
| 2017 | Man to Man                    | Song Mi-eun            |      |

### Phim điện ảnh
| Năm  | Tên phim            | Vai               |
| ---- | ------------------- | ----------------- |
| 1998 | Amazing Men         |                   |
| 2003 | Run 2 U             | Kyeong-a          |
| 2004 | Grandma's Adventure | Cháu gái nhỏ nhất |
| 2008 | Hello, Schoolgirl   | Kwon Ha-kyeong    |
| 2014 | Dad for Rent        | Mi-yeon           |

## Ca nhạc
| Năm  | Thông tin Album | Danh sách bài hát |
| ---- | --- | --- |
| 1998 | Cruel (Mujeong, 無情, 무정) - Ra mắt: 12 tháng 8 năm 1998 - Hãng: Cream Records - Ngôn ngữ: Tiếng Hàn                     | |
| 2005 | Letter (Pyeonji, 편지) - Ra mắt: 31 tháng 3 năm 2000 - Hãng: Cream Records - Ngôn ngữ: Tiếng Hàn                          | Danh sách 1. "Intro" 0:52 2. "Shadow" 3:54 3. "Pyeonji" 3:39 4. "Tess" 3:33 5. "Middletro" 0:42 6. "Stay" 3:23 7. "Chindalle" 3:08 8. "Temptation" 3:20 9. "Babo gat-eun miso" 3:49 10. "Geuleogil Balaess-eo" 3:56 11. "My Love" 4:06 12. "White" 3:25 13. "Outro" 0:57 |
| 2004 | Goddess...Her Fate - Ra mắt: 18 tháng 10 năm 2001 - Hãng: KM Culture, Yedang Company, Cream Records - Ngôn ngữ: Tiếng Hàn | Danh sách 1. "I Say" 2. "Magic" 3. "No" 4. "Precious Love" 5. "Parting For You" 6. "Tonight" 7. "I Don't Know" 8. "Warning" 9. "Prism" 10. "Why?!" 11. "But Beautiful" 12. "Love That Looks Stupid" 13. "Only You"                                                       |

## Giải thưởng và đề cử
| Năm  | Giải thưởng                          | Hạng mục                                                | Đề cử cho            | Kết quả   |
| ---- | ------------------------------------ | ------------------------------------------------------- | -------------------- | --------- |
| 1995 | Johnson & Johnson Clean Face Contest | Grand Prize                                             | —                    | Đoạt giải |
| 1999 | 10th Seoul Music Awards              | Nghệ sĩ mới                                             | Cruel                | Đoạt giải |
| 2007 | MBC Drama Awards                     | Diễn viên nữ xuất sắc                                   | Quán cà phê hoàng tử | Đề cử     |
| 2007 | MBC Drama Awards                     | Cặp đôi đẹp nhất với Lee Sun-kyun                       | Quán cà phê hoàng tử | Đề cử     |
| 2010 | MBC Drama Awards                     | PD Award                                                | Nữ hoàng rắc rối     | Đoạt giải |
| 2015 | APAN Star Awards                     | Nữ diễn viên phụ xuất sắc nhất                          | Yong-pal             | Đoạt giải |
| 2016 | SBS Drama Awards                     | Nữ diễn viên xuất sắc nhất thể loại lãng mạn - hài hước | Entertainer          | Đề cử     |
| 2018 | Korea Drama Awards                   | Nữ diễn viên xuất sắc nhất                              | Đấu trí              | Đoạt giải |